# Lauro Rossi
Lauro Rossi (Macerata, 19 febbraio 1810 – Cremona, 5 maggio 1885) è stato un compositore italiano, dedito soprattutto al teatro d'opera.

## Biografia
(Lauro Rossi, 19 giugno 1870)
Entrò giovanissimo nel Real Collegio di Musica di Napoli, dove studiò musica coi maestri Giovanni Furno, Niccolò Zingarelli e Girolamo Crescentini, e ne uscì musicista nel 1829.
Inizialmente scrisse alcune messe cantate ed altre composizioni vocali; poi, nella primavera 1829, esordì con l'opera buffa Le contesse villane al Teatro la Fenice di Napoli.
Viaggiò per vario tempo per mettere in scena le sue opere, occupando vari posti di maestro.
Dal 1835 al 1844 percorse il Messico insieme ad una compagnia d'opera italiana.
Nel 1850 occupò il posto di direttore del Regio Conservatorio Giuseppe Verdi di Milano.
Nel 1871 succedette a Saverio Mercadante nella direzione di quello di Napoli, carica che tenne sino al 1878.
Nel 1882 si ritirò a vivere a Cremona.
Fu socio onorario di diverse Accademie e ricevette vari Ordini Cavallereschi.

## Opere

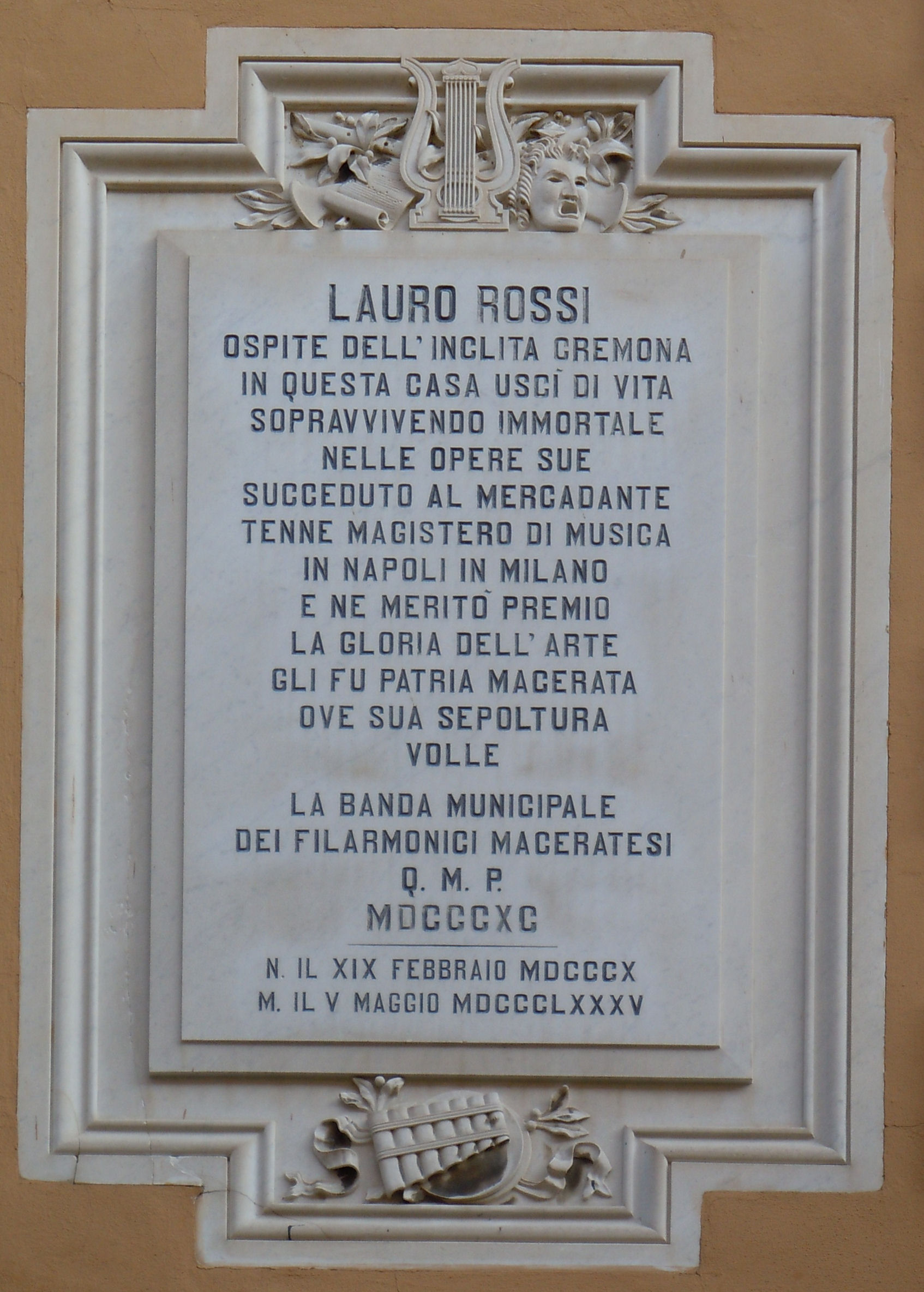
Cremona, lapide in memoria

- Le contesse villane (Napoli, teatro Nuovo, carnevale 1830; rifatta dal suo primo lavoro)
- Costanza ed Oringaldo con Pietro Raimondi (Napoli, teatro S. Carlo, 30 maggio 1830 con Adelaide Tosi, Antonio Tamburini e Michele Benedetti (basso))
- La contessa villana, melodramma buffo in 3 atti (Teatro Nuovo (Napoli), 8 maggio 1831)
- La casa in vendita o il casino di campagna (Napoli, teatro Nuovo, estate 1831)
- Lo sposo al lotto (Napoli, estate 1831)
- La scommessa di matrimonio (Teatro Nuovo (Napoli), 30 novembre 1831)
- Baldovino tiranno di Spoleto (Roma, 1832)
- Il maestro di scuola (Roma, 1832)
- Il disertore svizzero (Roma, teatro Valle, 9 settembre 1832)
- Le fucine di Bergen (Roma, 1833)
- La casa disabitata o I Falsi monetari, melodramma giocoso in 2 atti, libretto di Jacopo Ferretti (Teatro alla Scala di Milano, 16 agosto 1834 con Antonio Poggi)
- Amelia, libretto di Callisto Bassi (Napoli, teatro S. Carlo, 31 dicembre 1834 con Maria Malibran)
- Leocadia (Milano, teatro della Cannobiana, 30 aprile 1835)
- Giovanna Shore (Messico, 1836)
- Il Borgomastro di Schiedam (Milano, teatro Re, primo giugno 1844)
- Dottor Bobolo o La Fiera (Napoli, melodramma buffo in 3 atti teatro Nuovo, 2 marzo 1845)
- Cellini a Parigi (Torino, Teatro d'Angennes, 2 giugno 1845)
- Azema di Granata (Milano, teatro alla Scala, 21 marzo 1846)
- La Figlia di Figaro (Vienna, teatro di Porta Carinzia, 17 aprile 1846)
- Bianca Contarini (Milano, teatro alla Scala, 24 febbraio 1847)
- Il Domino nero (Milano, teatro della Cannobiana, primo settembre 1849; uno dei suoi migliori lavori)
- Le Sabine (Milano, teatro alla Scala, 21 febbraio 1852)
- L'Alchimista (Napoli, teatro del Fondo, 23 agosto 1853 con Adelaide Borghi-Mamo)
- La Sirena (Milano, teatro della Cannobiana, 11 ottobre 1855)
- Lo Zigaro rivale (Torino, teatro Balbo, giugno 1867) (spesso erroneamente scritto come "Lo Zingaro rivale")
- Il Maestro e la Cantante (Torino, teatro Nota, 1867)
- Gli Artisti alla fiera (Torino, successo al teatro Carignano, 7 novembre 1868)
- La Contessa di Mons (Torino, teatro Regio, 31 gennaio 1874 diretta da Carlo Pedrotti)
- Cleopatra (Teatro Regio di Torino, 5 marzo 1876 diretta da Pedrotti)
- Biorn, opera tragica in 5 atti (Londra al His Majesty's Theatre, 17 gennaio 1877)

### Messe cantate
- Saul (Roma, Ospizio S. Michele, 1833)
- Elegia In morte di Vincenzo Bellini (1835)
- A Giovanni Ricordi, serenata a voci sole (Blevio, 6 agosto 1850)
- Elegia a Mercadante (Napoli, 1876)

### Altro
Brani strumentali, musica vocale da camera (tra cui Vendo fiori), 8 vocalizzi e 12 esercizi per canto. 
Sinfonia in re minore a Grande Orchestra offerta all'Istituto musicale in Novara 1º aprile 1863.
Pubblicò: Guida ad un corso di armonia pratica orale per gli allievi del Conservatorio di Milano (Milano, Ricordi).
A Lauro Rossi è dedicato il teatro di Macerata, già Teatro Condominiale fino al 1884, anno in cui prese il nome del celebre compositore.
Il Comune di Torino gli ha intitolato una via nella zona detta "dei musicisti" nel popolare quartiere Barriera di Milano.
Nel 2008 avviene l'esecuzione della Cleopatra di sua composizione, nel Teatro Lauro Rossi, per la regia di Pier Luigi Pizzi, con Alessandro Liberatore, Paolo Pecchioli, Dīmītra Theodosiou e Tiziana Carraro per lo Sferisterio Opera Festival.